# Shandon Anderson
Shandon Rodriguez Anderson (Atlanta, Georgia, 31 de diciembre de 1973) es un ex baloncestista profesional estadounidense que disputó diez temporadas en la NBA. Con 1,98 metros de altura, jugaba en la posición de escolta. Es hermano del también jugador profesional Willie Anderson.

## Carrera
Fue seleccionado en la segunda ronda del draft de 1996 por Utah Jazz, procedente de la Universidad de Georgia. 
Luego jugó también en los Houston Rockets, los New York Knicks y por último en los Heat. 
Su mejor temporada fue la 1999-2000, en la que promedió 12,3 puntos por partido con los Rockets. Sus promedios en su carrera son de 7,8 puntos por partido.
En la temporada 2005-2006 formó parte de la plantilla campeona de la NBA, la de los Miami Heat.

## Estadísticas de su carrera en la NBA
|  | Denota temporadas en las que fue Campeón de la NBA |
|  | Líder de la liga                                   |

### Temporada regular
| Año      | Equipo   | PJ  | PT  | MPP  | %TC  | %3P  | %TL  | RPP | APP | ROB | TPP | PPP  |
| -------- | -------- | --- | --- | ---- | ---- | ---- | ---- | --- | --- | --- | --- | ---- |
| 1996-97  | Utah     | 65  | 0   | 16.4 | .462 | .511 | .687 | 2.8 | .8  | .4  | .1  | 5.9  |
| 1997-98  | Utah     | 82* | 2   | 19.5 | .538 | .219 | .735 | 2.8 | 1.1 | .8  | .2  | 8.3  |
| 1998-99  | Utah     | 50* | 2   | 21.4 | .446 | .341 | .712 | 2.6 | 1.1 | .8  | .2  | 8.5  |
| 1999-00  | Houston  | 82  | 82* | 32.9 | .473 | .351 | .767 | 4.7 | 2.9 | 1.2 | .4  | 12.3 |
| 2000-01  | Houston  | 82  | 82* | 29.2 | .446 | .271 | .734 | 4.1 | 2.3 | 1.0 | .5  | 8.7  |
| 2001-02  | New York | 82  | 6   | 19.5 | .399 | .277 | .692 | 3.0 | .9  | .6  | .2  | 5.0  |
| 2002-03  | New York | 82  | 9   | 21.1 | .462 | .371 | .732 | 3.1 | 1.1 | .9  | .2  | 8.4  |
| 2003-04  | New York | 80  | 37  | 24.6 | .422 | .281 | .764 | 2.8 | 1.5 | .9  | .2  | 7.9  |
| 2004-05  | New York | 1   | 0   | 20.0 | .000 | .000 | –    | 1.0 | .0  | .0  | .0  | .0   |
| 2004-05  | Miami    | 65  | 5   | 17.7 | .456 | .179 | .818 | 2.9 | 1.1 | .6  | .2  | 3.9  |
| 2005-06† | Miami    | 48  | 1   | 13.3 | .429 | .263 | .722 | 1.7 | .6  | .4  | .1  | 2.6  |
| Total    | Total    | 719 | 226 | 22.2 | .457 | .316 | .739 | 3.1 | 1.4 | .8  | .3  | 7.4  |

### Playoffs
| Año   | Equipo   | PJ | PT | MPP  | %TC  | %3P  | %TL   | RPP | APP | ROB | TPP | PPP |
| ----- | -------- | -- | -- | ---- | ---- | ---- | ----- | --- | --- | --- | --- | --- |
| 1997  | Utah     | 18 | 0  | 16.4 | .439 | .417 | .714  | 2.7 | .7  | .6  | .1  | 4.6 |
| 1998  | Utah     | 20 | 0  | 18.9 | .515 | .273 | .676  | 3.2 | 1.0 | .3  | .1  | 6.7 |
| 1999  | Utah     | 11 | 0  | 27.0 | .481 | .429 | .706  | 3.7 | 1.2 | .5  | .3  | 9.5 |
| 2004  | New York | 4  | 4  | 29.2 | .259 | .286 | .500  | 2.3 | 2.8 | 1.0 | .3  | 4.3 |
| 2005  | Miami    | 8  | 0  | 11.9 | .250 | .000 | 1.000 | 2.4 | 1.0 | .6  | .0  | 1.0 |
| 2006† | Miami    | 13 | 0  | 6.9  | .308 | .333 | .667  | .9  | .3  | .0  | .1  | 1.0 |
| Total | Total    | 74 | 4  | 17.2 | .446 | .354 | .697  | 2.6 | .9  | .4  | .1  | 4.9 |

## Vida personal
Es hermano pequeño de Willie Anderson, antiguo jugador también de los Knicks y Heat.

## Palmarés
- Campeón de la NBA: (2005-06) con Miami Heat.